# لوئیس پلی
لوئیس پلی (انگلیسی: Lewis Pelly; ۱۴ نوامبر ۱۸۲۵ – ۲۲ آوریل ۱۸۹۲) فرد نظامی اهل پادشاهی متحد بریتانیای کبیر و ایرلند بود. او در مقام سپهبد کمپانی هند شرقیِ بریتانیا مأموریت‌های نظامی متعددی را در هندوستان و ایران بر عهده داشت و از جمله در پیکارهای موسوم به جنگ ایران و انگلستان که میان خاندان قاجار و ارتش بریتانیا بر سر مالکیت هرات صورت گرفت نقش آجودان مخصوص سرتیپ جان جیکوب را ایفا می‌کرد. پلی از سال ۱۸۵۹ تا ۱۸۶۰ به سمت دبیر وزارت مختار بریتانیا در ایران گمارده شد و پس از آن به سمت کارداری ارتقا یافت.

## نگارش تعزیه
لوئیس پِلی در کتابی مفصل تحت عنوان «نمایش آیینیِ حسن و حسین» مجالس متعدد تعزیه را به رشته تحریر درآورده است. او مقدمه کتاب را با این جمله آغاز کرده است: «اگر موفقیت نمایش را با تأثیراتی که بر مخاطبانش برمی‌انگیزد ارزیابی کنیم هیچ‌گاه هیچ نمایشی از تراژدی‌ای که در عالَمِ اسلامی تحت عنوان تراژدی حسن و حسین شناخته می‌شود پیشی نگرفته است.» ایران‌پژوهِ آمریکایی پیتر چلکوفسکی دقیقاً همین جمله را برای شروع کتابش تحت عنوان «تعزیه: آیین و نمایش در ایران» برگزیده است.
لوئیس پِلی شگفتی خود در مواجهه را تعزیه را در مقدمه کتابش اینگونه وصف می‌کند: «تصور می‌کردم همتای اجراهای کهن از ایلیاد را پیش روی خود می‌بینم.» این شگفتی پِلی را وا می‌دارد که مجالس تعزیه را بنگارد. پِلی درباره نحوه نگارش این تعزیه می‌گوید: «با یک ایرانی آشنا شدم که معلم بازیگری و سوفلور بود. تدارکی دیدم که این فرد با کمک برخی دوستان نمایشی‌اش تدریجاً تمامی صحنه‌های تراژدی حسن و حسین را گردآوری کنند و بنگارند.» عجیب اینجاست که پِلی نام این فرد ایرانی را نمی‌برد اما به نام دو دستیار انگلیسی‌اش که ترجمه و تصحیح متن تعزیه را بر عهده داشته‌اند ذکر می‌کند. مگر این که تصور کنیم خود آن فرد ایرانی مایل نبوده به عنوان کسی که با انگلیس‌ها همکاری داشته نامش ثبت شود. لوئیس پِلی سپس به نقالی‌های شاهنامه هم اشاره می‌کند و نیز به یک نقاش ایرانی در شیراز اشاره می‌کند که مجالس تعزیه را برای او کشیده است. پِلی آنگاه تاریخ اسلام و وقایع خلافت پس از وفات پیامبر را به صورت اجمالی طرح می‌کند تا مخاطب او با زمینه رویدادهای تعزیه آشنا شود. تاریخی که او بیان می‌کند تا حدود زیادی جنبه توصیفی دارد و پِلی در روایتش از قضاوت و تفسیر پرهیز می‌کند مگر در اواخر آن که زمینه گرایش ایرانیان به تشیع و دیگر نحله‌ها غیر از تسنن را در کینه تاریخی نسبت اعراب می‌پندارد. پِلی پس از توصیف رویدادهای اولیه تاریخ اسلامی به بیان مشاهداتش از مراسم تعزیه و حمل تابوت در هندوستان می‌پردازد و جزئیات نسبتاً مفصلی را طرح می‌کند که این جزئیات را درباره تعزیه در ایران بیان نکرده است. آغاز مجالس تعزیه در کتاب پِلی به پیش از اسلام باز می‌گردد و نخستین مجلس مربوط به ماجرای یوسف و برادرانش است. پلی در مقدمه‌اش اشاره می‌کند که «شخصیت پیامبر و اهل بیتش در آن واحد هم شخصیت‌های مرکزی تعزیه هستند و هم روح‌های آزادی که در کلیت روایت حضور دارند چه صحنه مربوط به یوسف و برادرانش باشد چه مربوط به روز رستاخیز. محمد ناگاه در صحنه حضور می‌یابد و گویا حضور او همانند حضور آفریدگار حکایت از یک «اینجا» و یک «اینکِ» عالمگیر دارد.»